# 大山觀光電鐵
大山觀光電鐵株式會社（日语：／）是一家總部位於神奈川縣伊勢原市的纜索鐵路公司。為小田急集團旗下公司，神奈川中央交通也有一定的股份。該公司營運登上丹澤山地大山的纜索鐵路。

## 歷史
- 1950年（昭和25年）7月21日 - 大山觀光株式會社成立。
- 1953年（昭和28年）8月 - 公司改名為大山觀光電鐵株式會社。
- 1957年（昭和32年）2月12日 - 成為小田急電鐵的附屬公司。
- 1965年（昭和40年）7月11日 - 大山鋼索線開業。

## 路線
| 中文線名   | 日文線名 | 起點     | 終點       | 距離（公里） |
| ---------- | -------- | -------- | ---------- | ------------ |
| 大山鋼索線 |          | 大山鋼索 | 阿夫利神社 | 0.76         |

## 點數卡
- 大山觀光電鐵加盟小田急點數服務（日语：小田急ポイントカード），前往大山鋼索站一次會得到點數。

## 相關事業
- 咖啡店（小田急伊勢原站北出口，站內） - 現已撤退，變成觀光詢問處。

## 注腳
1. 1 2 3 4 5 6 7  鐵道統計年報平成29年度版 - 國土交通省
2. ↑  國土交通省鐵道局監修《鉄道要覧》平成30年度版，電氣車研究會、鐵道圖書刊行會

## 外部連結
- 大山纜車【官方】的X（前Twitter）